# مسیرداده

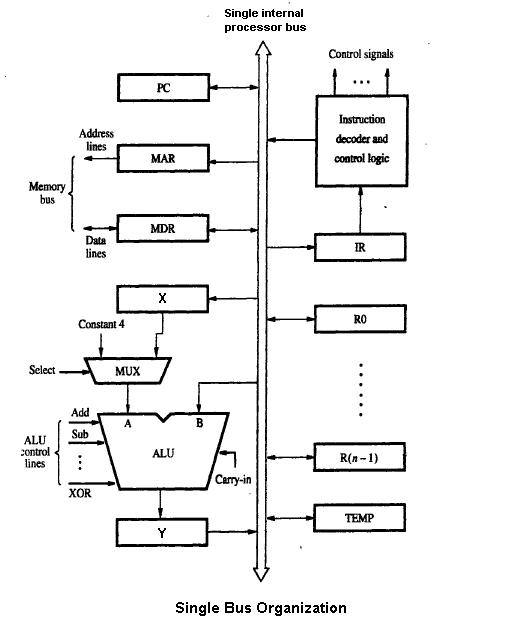
یک ریزمعماری مسیرداده که پیرامون یک گذرگاه منفرد سازماندهی شده‌است.

یک مسیرداده یا دِیتاپَد (به انگلیسی: datapath) گردآوردی از واحدهای تابعی است (مانند واحد حساب و منطق یا ضرب‌کننده دودویی که عملیات پردازش داده را انجام می‌دهد، ثبات‌ها و گذرگاه‌ها). مسیرداده همراه با واحد کنترل، واحد پردازش مرکزی را می‌سازد. یک مسیرداده بزرگتر را می‌توان با اتصال بیش از یک مسیرداده و به کمک تسهیم‌کننده‌ها ایجاد کرد.
در اواخر دهه نود میلادی، تحقیقات بسیاری در حوزه مسیرداده در حال رشد بود. .

## بلوک‌های عملیاتی از یک مسیرداده
در پردازنده‌های کامپیوتری مسیرداده اغلب شامل بلوک‌های عملیاتی زیر است:
- رجیستر یا ثَبات دستورها، دستورهای جاری برای اجرا ذخیره می‌شود.
- شمارنده برنامه (به انگلیسی: program Counter) آدرس بعدی دستورها را برای واکشی ذخیره می‌کند.
- ثبات آدرس حافظه (MAR) ثباتی که آدرس حافظه داده‌هایی که در سی‌پی‌یو واکشی شده‌اند یا آدرس داده‌هایی که ذخیره یا ارسال می‌شود را در خود ذخیره می‌کند.
- ثبات داده حافظه (MDR) یک ثبات از واحد کنترل کامپیوتر است که داده‌هایی که می‌خواهند در ذخیره‌ساز کامپیوتر به عنوان مثال در رم ذخیره شوند در آن ذخیره می‌شوند؛ یا داده‌هایی بعد از واکشی از ذخیره‌ساز کامپیوتر را در خود ذخیره می‌کند.

همچنین دو ثبات ذاتی در پردازنده وجود دارد که ارتباط پردازنده را با حافظه تسهیل می‌کند. یا اساساً به عملیات‌های حافظه در ثبات کمک می‌کند.

## سازمان تک گذرگاه در مسیرداده
مهم‌ترین و معروف‌ترین قسمت ارتباط داخلی برای ثبات‌های درون پردازنده، گذرگاه سامانه است. این گذرگاه به گذرگاه پردازنده است. این گذرگاه با گذرگاه‌های خارجی مانند گذرگاه‌های ارتباطی با حافظه و دستگاهای خروجی و ورودی در پردازنده قاطی نمی‌شود.
این گذرگاه‌های خارجی با گذرگاه‌های داخلی به وسیله ثبات‌های MDR و MAR متصل می‌شوند. خطوط دیتا از گذرگاه خارجی به MDR و خطوط آدرس به MAR متصل می‌شوند.
MDR یک ثبات دو طرفه است؛ که می‌تواند داده‌ها را در هر یک از گذرگاه‌های داخلی و خارجی دریافت و ارسال کند.
MAR یک ثبات یک طرفه است. این ثبات آدرس را از گذرگاه داخلی دریافت و آن را بر روی گذرگاه خارجی قرار می‌دهد.
واحد محاسبه و منطق (ALU) برای اجرای عملیات حسابی و منطقی بر روی داده‌های مختلف ثبات‌ها اجرا می‌شوند؛ که قلب پردازنده هست.
یک تسهیم‌کننده یک انتخاب با مقدار ثابت ۴ یا ثبات X را فراهم می‌کند. مقدار ثابت ۴ وقتی انتخاب می‌شود که دستور کامل شده‌است و شمارنده برنامه افزایش پیدا می‌کند.
{همان‌طور که قبلاً ذکر شده: (PC ← (PC)+4)}.
پردازنده از تمام این بلوک‌ها به منظور عملیات اولیه زیر استفاده می‌کند:
1. ثبات داخلی انتقال داده
2. عملیات منطقی یا ریاضی
3. بازیابی اطلاعات از حافظه
4. نوشتن داده‌ها به حافظه